# 峨眉里白
峨眉里白（学名：Hicriopteris omeiensis）为里白科里白属下的一个种。